# Відома (Малопольське воєводство)
Відома (пол. Widoma) — село в Польщі, у гміні Івановиці Краківського повіту Малопольського воєводства.
Населення — 297 осіб (2011).
У 1975-1998 роках село належало до Краківського воєводства.

## Демографія
Демографічна структура станом на 31 березня 2011 року:
|          | Загалом | Допрацездатний вік | Працездатний вік | Постпрацездатний вік |
| -------- | ------- | ------------------ | ---------------- | -------------------- |
| Чоловіки | 145     | 23                 | 110              | 12                   |
| Жінки    | 152     | 34                 | 99               | 19                   |
| Разом    | 297     | 57                 | 209              | 31                   |